# Byparken

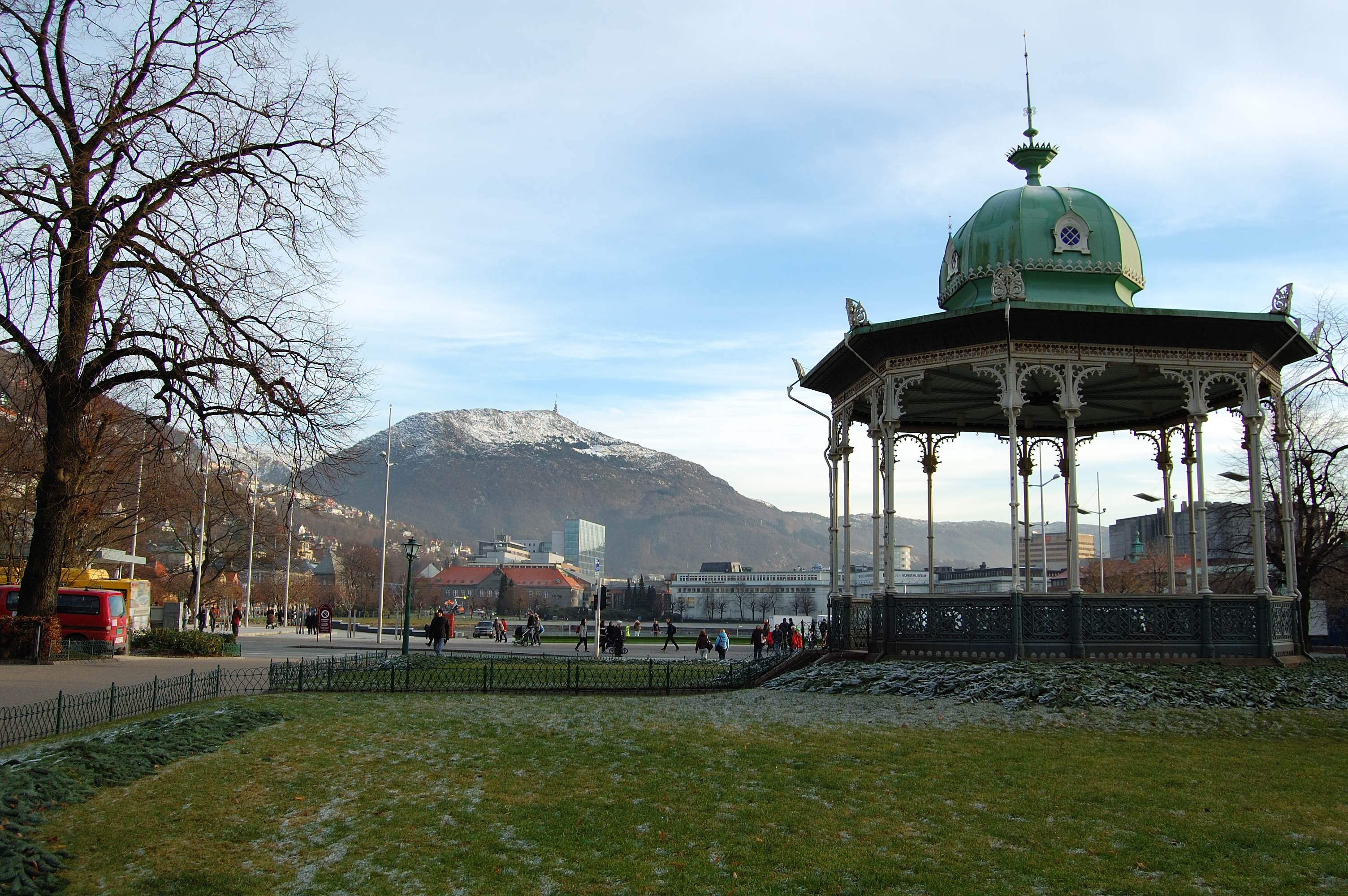
Byparken met de muziekkoepel. Op de achtergrond de berg Ulriken.

Byparken ("het stadspark") is een park in het centrum van de Noorse stad Bergen. Het park ligt aan de westkant van de achthoekige vijver Lille Lungegårdsvannet en loopt door in oostelijke richting langs de oevers van de vijver. Het maakt deel uit van een as die als een groene long door het centrum van Bergen loopt, vanaf het theatergebouw Den Nationale Scene in zuidoostelijke richting naar de centrale openbare bibliotheek.
In het park staan Japanse kersenbomen en een muziekkoepel. Ook staat in het park een standbeeld van de componist Edvard Grieg (1917); een fontein met een beeld van een huilend jongetje, Grinegutten (1948); en een moderne sculptuur ter nagedachtenis aan de componist Harald Sæverud (2000).
In het park, aan de vijver Lille Lungegårdsvannet, ligt het plein Festplassen. Dit plein wordt gebruikt voor verschillende evenementen, zoals de jaarlijkse viering van de nationale feestdag op 17 mei. Aan de westkant van het park ligt het plein Ole Bulls plass.
Aan het park staat onder meer het Vestlandske kunstindustrimuseum (1896), een museum voor decoratieve kunst uit west-Noorwegen, en Telegrafbygningen (1927), oorspronkelijk een gebouw van de Noorse telegraaf- en telefoondienst, nu een winkelcentrum.
Bij het park is een halte van de lightrail-verbinding Bybanen, in 2010 geopend. Het is het noordelijke begin- en eindpunt van deze tramlijn.

## Geschiedenis

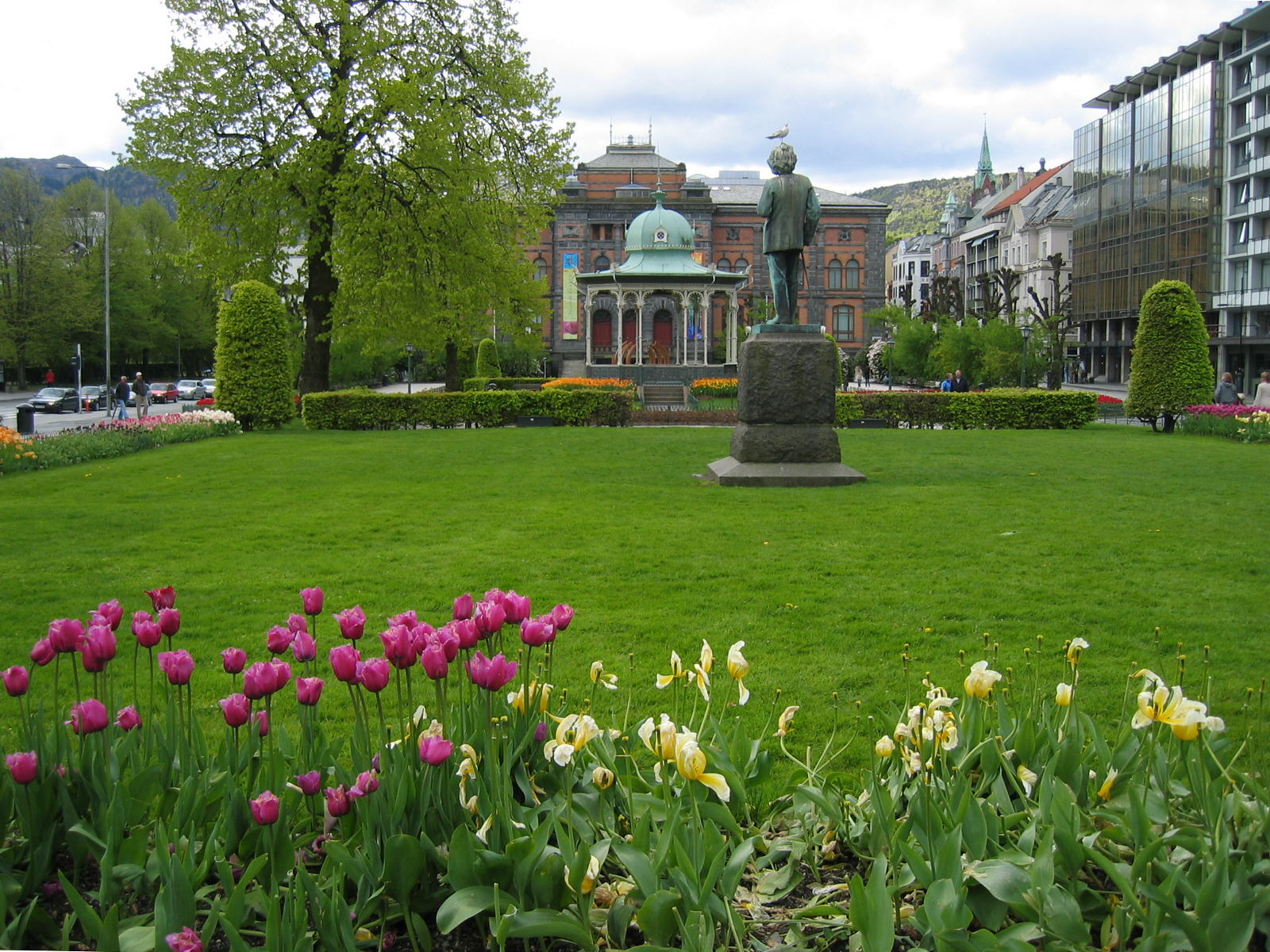
Byparken gezien vanuit het zuiden

Byparken stamt uit 1865 en was het eerste openbare park van Bergen. Het store park ("grote park"), zoals het oorspronkelijk heette, werd aangelegd nadat een stadsbrand in 1885 een groot deel van het centrum van Bergen wegvaagde. In het gebied dat door brand verwoest was, werden twee kaarsrechte nieuwe straten aangelegd, Christies gate en Olav Kyrres gate, met daar tussenin een park, het huidige Byparken. Het park was oorspronkelijk symmetrisch ingericht, in romantische stijl, met smeedijzeren hekken en bochtige paadjes.
In 1886 werd een muziekkoepel door een Noorse zakenman aan Bergen cadeau gedaan en in het park geplaatst. In 1896 werd, in het kader van de tentoonstelling Bergensutstillingen, een permanent tentoonstellingsgebouw naast het park gebouwd. Deze Permanenten huisvest nu het Vestlandske kunstindustrimuseum. In 1902 werd aan de museumgevel aan parkkant een beeld van de schilder I.C. Dahl toegevoegd.
Het park werd in 1916 herontworpen. Het oorspronkelijke romantische ontwerp werd vervangen door rechte paden en geometrische plantenbedden.
|  |  |